# Commanderij Rohr-Waldstetten
Rohr-Waldstetten was een in de Zwabische Kreits gelegen commanderij van de balije Elzas-Bourgondië van de Duitse Orde binnen het Heilige Roomse Rijk.
De commanderij Altshausen van de Duitse Orde verwierf in 1574 de dorpen Unterrohr (met slot) en Unterbleichen. In 1673 kwamen ook de dorpen Waldstetten en Heubelsberg in bezit van de commanderij door koop van het klooster Elchingen. De laatste dorpen hadden een band met het markgraafschap Burgau.
De dorpen werden samengevoegd tot de heerlijkheid Rohr-Waldstetten die bestuurd werd door een te Waldstetten residerende hoofdvoogd namens de Duitse Orde. De heerlijkheid was een deel van het graafschap Altshausen, dat niet identiek is met de commanderij Altshausen. De Duitse Orde stichtte ook een commanderij Rohr-Waldstetten.
Artikel 17 van de Rijnbondakte van 12 juli 1806 voegde de commanderijen Rohr en Waldstetten bij het koninkrijk Beieren.